# Historia Skwierzyny
Skwierzyna – miasto w województwie lubuskim, liczące około 9 tysięcy mieszkańców. Już w średniowieczu istniała tam osada znajdująca się niedaleko przeprawy na rzece Warcie. Przed 1296 Skwierzyna otrzymała prawa miejskie. Odnowił je w 1406 król Władysław Jagiełło.
Na skutek II rozbioru Rzeczypospolitej Skwierzyna weszła w skład państwa pruskiego, choć przez krótki czas znajdowała się także pod zwierzchnictwem Wielkiego Księstwa Warszawskiego. Miasto powróciło do Polski w 1945 roku.
W 1995 roku Skwierzyna obchodziła domniemane 700-lecie przyznania jej praw miejskich.

## Prehistoria i starożytność
Najstarsze ślady ludzkiej działalności na terenach Skwierzyny i jej bezpośrednich okolic pochodzą sprzed ok. 11 tys. lat przed naszą erą. Są to krzemienne narzędzia, wykonane najprawdopodobniej przez koczowników polujących na renifery. Przypuszcza się, iż mniej więcej ok. XVIII-X wieku p.n.e., część tych myśliwych osiadło w bezpośrednim sąsiedztwie rzeki Obry, wykorzystując bogate populacje jeleni, saren, bobrów i ryb. Z tych czasów pochodzą znaleziska oszczepów z grotami kościanymi, często z zadziorami, a także łuków i pozostałości po prymitywnych pułapkach i sieciach na ryby.
Około 5000 lat przed narodzeniem Chrystusa rozpoczął się proces przechodzenia od myślistwa w kierunku rolnictwa i handlu. Okolice Skwierzyny, a także Lipek Małych i Krobielewka zamieszkiwała kultura tzw. ceramiki sznurowych. Z tamtych czasów pochodzą ślady osad (przeważnie liczących ok. 60 osób, czyli 10 chatek – półziemianek), a także ludzkiej działalności – naczynia ręcznie lepione, a potem wypalane. Część z osiągnięć ówczesnych ludzi weszła w skład późniejszej kultury łużyckiej, której ślady można odnaleźć w Międzyrzeczu, Lubniewicach, Krasnem i Starym Dłusku, Lipkach Małych, Deszcznie, Borku, Santoku, Międzychodzie, a także w Skwierzynie. Ludność tej kultury zajmowała się głównie rolnictwem z wykorzystaniem brązu do wyrobu narzędzi, ale także obróbką drewna, chowem zwierząt i handlem. Swych zmarłych poddawali procesowi rytualnej kremacji.
Około 200 roku przed Chrystusem na terenach dzisiejszych okolic Skwierzyny panowała kultura przeworska, na którą oddziaływały wpływy celtyckie, germańskie i rzymskie. Plemię zamieszkujące te obszary miało najprawdopodobniej swoje centrum w Międzyrzeczu, gdzie później powstał sporych rozmiarów gród obronny.

## Wczesne średniowiecze
W VI-VII wieku rozpoczął się rozwój kultury słowiańskiej. Szczególnie rozwinęła się technika uprawy roli – pojawienie się dwupolówki, a także rolnictwa ornego.
Mniej więcej w VIII-X wieku znaczenie osady znajdującej się w miejscu dzisiejszej Skwierzyny znacznie wzrosło. Na stosunkowo szeroką skalę wykorzystywano w handlu znajdującą się nieopodal przeprawę przez Wartę, a w samej osadzie zorganizowano najprawdopodobniej targowisko.
Wkrótce potem tereny dzisiejszej Skwierzyny weszły w skład państewka ludu Obrzan, których władca zamieszkiwał Międzyrzecz (innymi ważnymi grodami były Grądzkie i Pszczew). Jeden z protoplastów dynastii Piastów, Siemowit podbił Obrzan i włączył ich "księstwo" w skład państwa Polan.

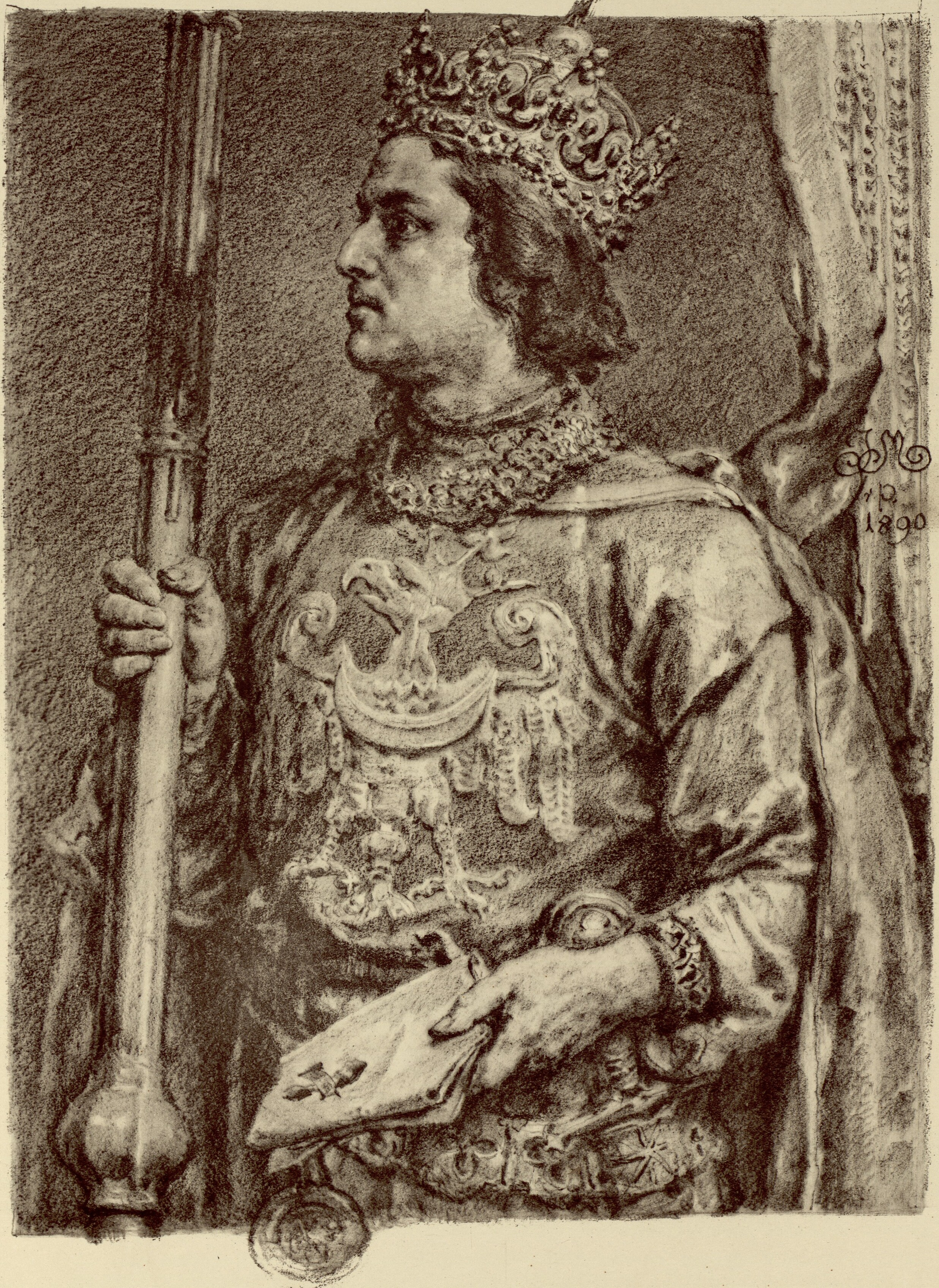
Przemysł II – możliwe, że z jego rąk Skwierzyna otrzymała prawa miejskie

Mieszko I ustanowił natomiast w Międzyrzeczu swego kasztelana, a w Skwierzynie wybudował niewielki gródek, w którym osadzono drużynę dla ochrony przeprawy przez rzekę.
W 1005 roku przez Skwierzynę przeszły najprawdopodobniej wojska króla Henryka II, który urządził wyprawę na Słowian. Później Skwierzynę, Międzyrzecz i Santok zajęli Pomorzanie, ale w roku 1100 wyparł ich stamtąd książę Bolesław Krzywousty.

## XIII wiek
Janikowski, kronikarz skwierzyński z XVIII wieku, twierdził, jakoby miasto w Skwierzynie lokował już w 1208 roku książę pomorski Świętopełk, w świetle badań historycznych informacja ta jednak okazała się fałszywa. W późniejszych latach ziemia skwierzyńska znalazła się we władaniu księcia Władysława Odonica – w latach 1231–1233, który m.in. sprowadził tam cystersów. W 1234 roku natomiast ziemie te przeszły pod władanie księcia śląskiego Henryka I Brodatego.
Nie przetrwał żaden dokument zawierający datę lokowania w Skwierzynie miasta. W dokumencie z 1312 roku zachowała się jedynie informacja o wytyczeniu przez księcia wielkopolskiego Przemysła II granicy między miastem Skwierzyna a wsią Popowo. Można więc przyjąć, że prawa miejskie Skwierzyna posiadała już przed śmiercią władcy w 1296 r. Ponieważ jednak w II poł. XIII w. intensywnie ścierały się tu wpływy wielkopolskie, śląskie, brandenburskie, a także pomorskie, nie sposób jednoznacznie stwierdzić, czy lokacji dokonano istotnie z inicjatywy książąt wielkopolskich. Układ przestrzenny Skwierzyny lokacyjnej wykazuje pewne cechy typowe dla miast brandenburskich (kościół parafialny zlokalizowany w pobliżu rynku).

## XIV wiek
Z 1306 roku pochodzi pierwsza wzmianka dotycząca Skwierzyny i traktująca ją jako miasto (civitas). Natomiast z 27 grudnia 1312 roku pochodzi inna wzmianka. Tegoż dnia margrabia brandenburski Waldemar (1303-1319), nadając wieś Popowo cystersom, wspomniał w dokumencie o granicy, którą Przemysł II wyznaczył pomiędzy posiadłościami mieszczan skwierzyńskich a właścicielami Popowa oraz o drodze z Międzyrzecza do Skwierzyny – "...que est in via de Meseritz versus Zwerin..."
Natomiast na rok 1313 wyznacza się datę uzyskania przez miasto "nowych" praw miejskich według wzorów magdeburskich. W dokumentach o rozgraniczeniu dóbr klasztoru z Zemska i posiadłości mieszkańców Skwierzyny, opat cystersów wymienił "Nową Skwierzynę" ("civitatis Nove Squerin").
Osiem lata później cała kasztelania międzyrzecka, wraz ze Skwierzyną została przyłączona do państwa polskiego. W 1321 roku ziemie te odzyskał dla państwa polskiego Władysław Łokietek. Odstąpili mu ją synowie margrabiego Waldemara, który zmarł dwa lata wcześniej.
W 1370 roku wielka zaraza dżumy nawiedziła Europę i Azję. Choroba nie ominęła Skwierzyny, pochłaniając wiele ofiar.
W roku 1390 w Skwierzynie założono komorę celną na trakcie prowadzącym od Szczecina przez Santok, Skwierzynę, Poznań aż do Krakowa (a także na szlaku żeglugowym na Warcie). Stało się tak na mocy układu handlowego podpisanego pomiędzy Polską a Pomorzem. W konsekwencji w 1392 roku kupcom skwierzyńskim przyznano prawo składu (w uzupełnieniu do powyższego układu handlowego).
1400 rok to wielka katastrofa dla miasta. Wybuchł tam pożar, który strawił je niemal doszczętnie. Jego odbudowa odbyła się według nowego rozplanowania.

## XV wiek

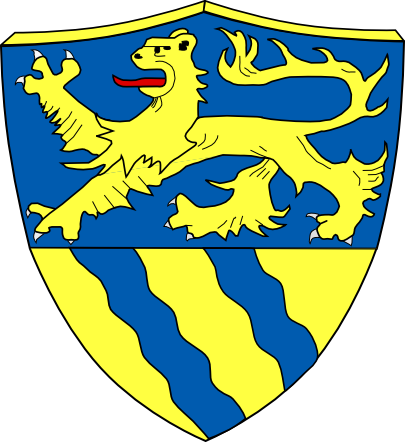
Tradycyjny herb powiatu skwierzyńskiego

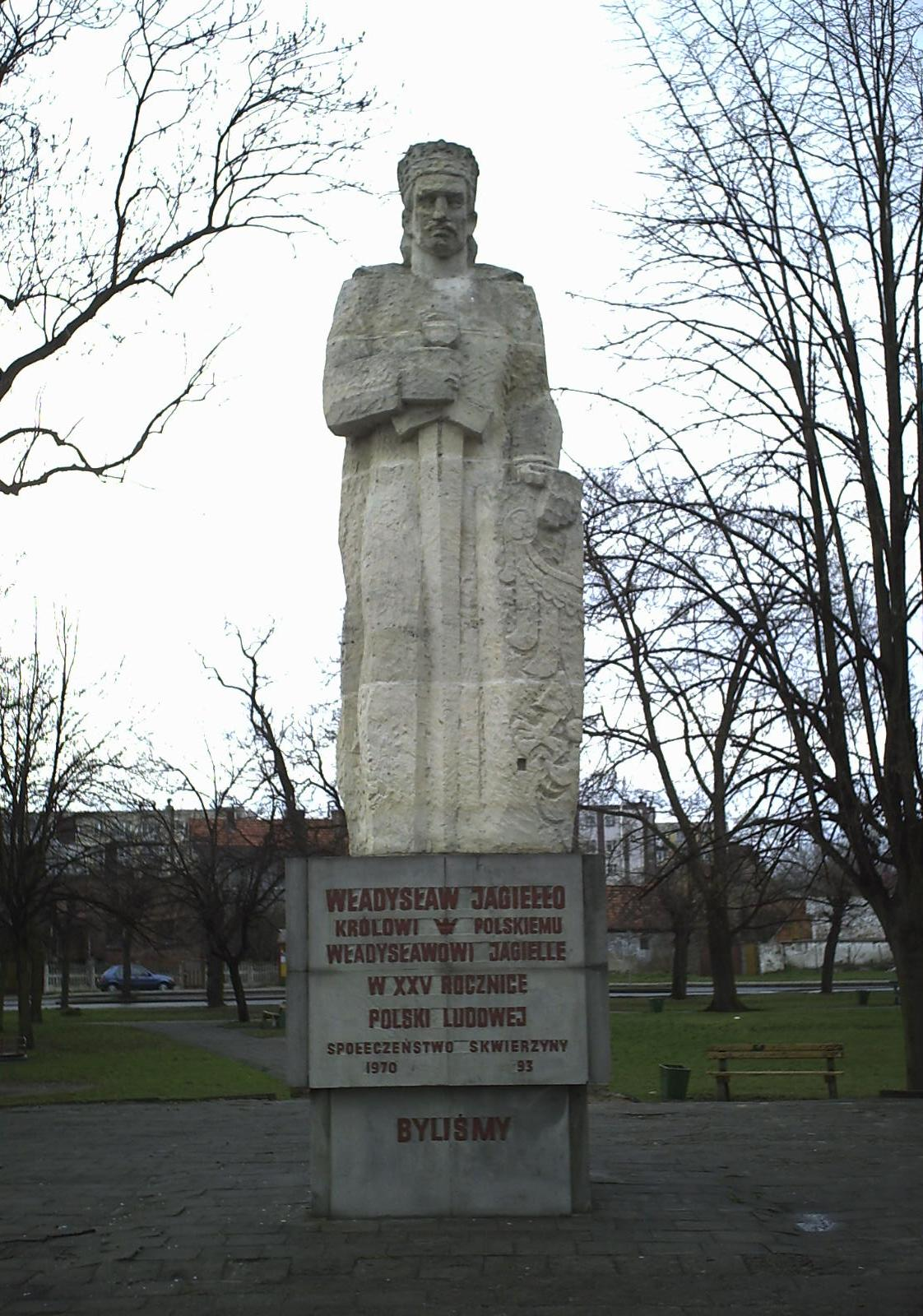
Pomnik Władysława Jagiełły w Skwierzynie

Od 1402 roku Skwierzyna graniczyła bezpośrednio z państwem zakonu krzyżackiego. Stało się tak, ponieważ Krzyżacy wzięli pod zastaw Nową Marchię.

26 czerwca 1406 to jedna z najważniejszych dat w historii miasta. Tego dnia król polski Władysław Jagiełło odnowił i poszerzył prawa miejskie Skwierzyny. Akt stanowił m.in. 

My, Władysław, z Bożej łaski król Polski, Wielki i Dziedziczny Książę Litwy, Rusi, dajemy [...] przy spaleniu się Naszego miasta skwirzyńskiego wszystkie przywileje i ustawy [...] z jakich korzystają inne miasta Królestwa.

6 maja 1433 roku okolice Skwierzyny zostały najechane przez krzyżackiego wójta Nowej Marchii, który w trakcie tej wyprawy zniszczył niedaleki Bledzew. W tym samym roku, 7 czerwca spod Skwierzyny i Santoka wyruszyła husycka wyprawa na Krzyżaków.
W czasie wojny trzynastoletniej (1454–1466) Skwierzyna została zobowiązana przez króla Kazimierza Jagiellończyka, jak każde miasto królewskie, do wystawienia kontyngentu żołnierzy pieszych. Miała wysłać na wojnę 6 piechurów.
W XIV i XV wieku granicami Skwierzyny były:
- na zachodzie – Oberski Młyn od Bramy Oberskiej po Ociosną,
- na południu – obszar po granice pól opata zemsko-bledzewskiego w połowie dróg pomiędzy Zemskiem i Popowem a Skwierzyną,
- na wschodzie – mokradła po Krasne Dłusko i Hersztop (Nowa Niedrzwica),
- na północ – las skwierzyński po Kiweitz (Kijowice) i Świniary,
- po lewej stronie rzeki – rozlewiska i mokradła po Krowice (Croweitz, dzisiejsze Rakowo).

Miasto znajdowało się na nadrzecznej wydmie, otoczone było murami obronnymi. Posiadało trzy bramy: Poznańską, Międzyrzecką i Oberską, a także trzy furty: mostową, młyńską i portową. W 1493 roku powierzchnia posiadłości miejskich wynosiła 7,863 hektarów.

## XVI wiek

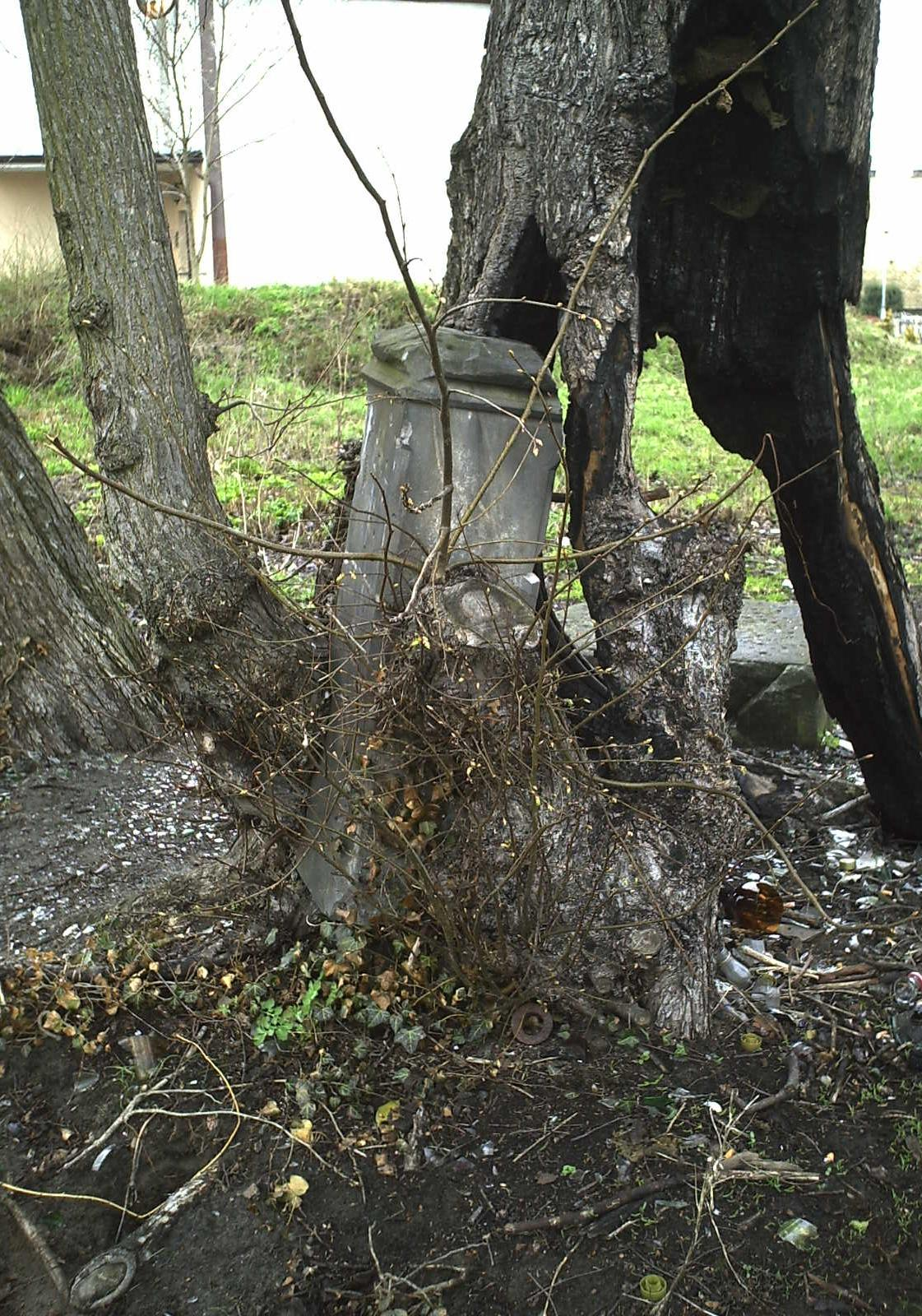
Pozostałości po starym cmentarzu ewangelickim w Skwierzynie

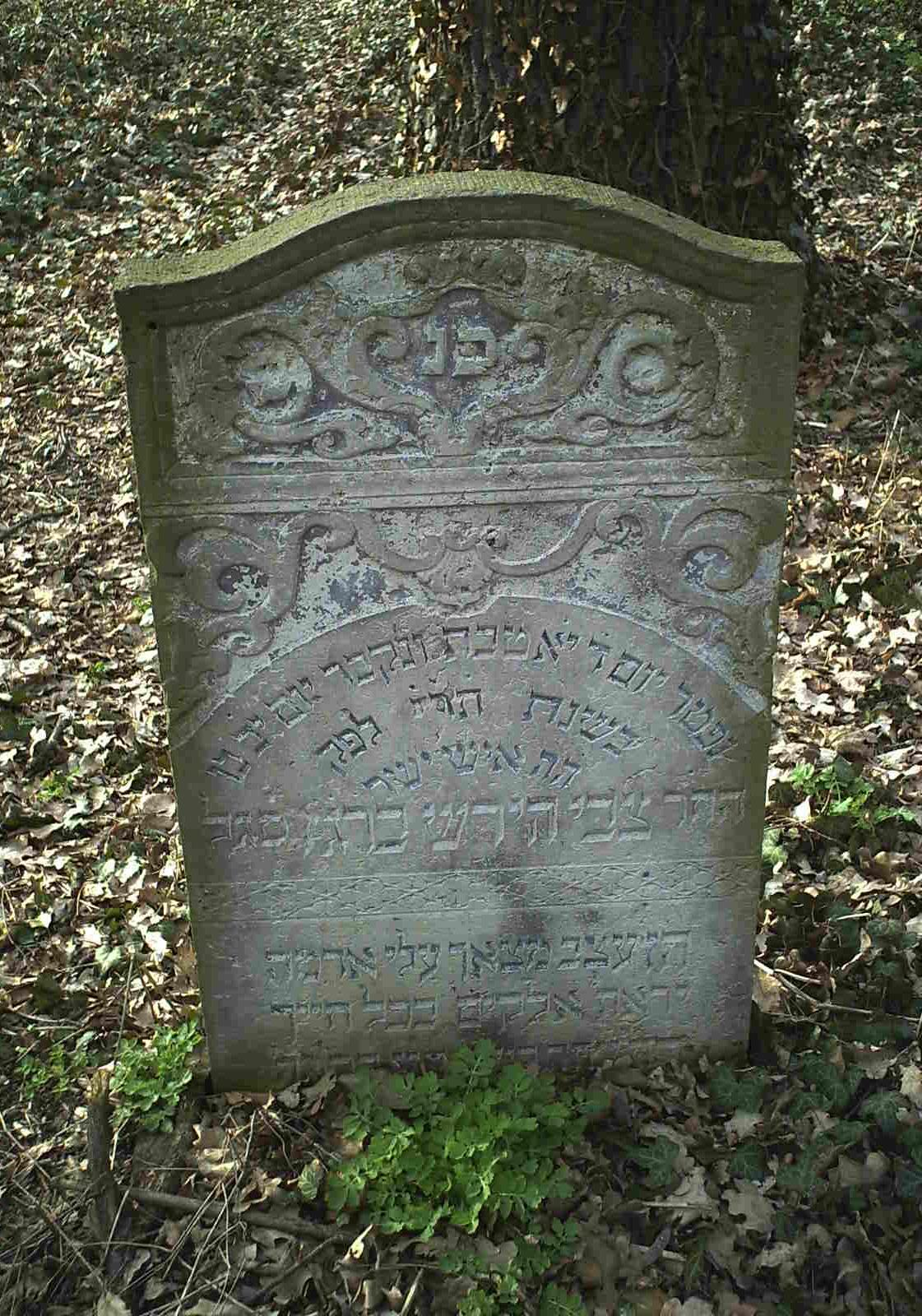
Jedna z macew na cmentarzu żydowskim w Skwierzynie

Z 1510 roku pochodzi dokument nadający mieszkańcom miasta prawo do połowu ryb w rzece w czasie między Zielonymi Świątkami a dniem św. Bartłomieja (11 listopada).
3 grudnia 1520 roku mieszkańcy Skwierzyny zażądali od króla, aby ten wygnał z miasta tamtejszych Żydów. Wniosek uargumentowano tym, iż Izraelici "zapasy żywności i dochody różnymi wyszukanymi sposobami zwykli zabierać i wydzierać, a swoje zyski i korzyści powiększać z wielką stratą mieszkańców". Do wydalenia Żydów najprawdopodobniej jednak nie doszło z powodów ekonomicznych – mieszczanie musieliby płacić w takim przypadku wyższe podatki.
O dalszym rozwoju społeczności mogą świadczyć kolejne wydarzenia: uregulowano prawa przynależności do cechów (1524), nadanie miastu herbu, choć w nieostatecznym kształcie (rok 1530), potwierdzenie dla przywilejów Kurkowego Bractwa Strzelniczego w Skwierzynie. Pod wpływem reformacji, skwierzyńska gmina katolicka (wraz ze swoim proboszczem) w 1563 roku przeszła na protestantyzm. Na łono kościoła katolickiego wrócili dopiero 6 listopada 1604 roku.

25 stycznia 1564 roku król Zygmunt August potwierdził prawo korzystania przez skwierzynian z dobrodziejstw okolicznej natury. Uczynił to słowami: 

...przez najjaśniejszego świętej pamięci Kazimierza, dziada naszego wydany dotyczący posiadania i korzystania z płodów tych jezior [...] a także łąk i majątku zwanego Kijowice wraz z należącymi do niego przyległymi polami i różnymi łąkami [...] miejsce zwane Chełmską Górą [...] i cła mostowego od każdego konia [...] a także lasów i borów skwierzyńskich od dawien dawna dziedziczonych przez to miasto.

W 1569 roku, poza murami miasta wybudowano klasztor i szpital nazwany imieniem św. Ducha. W tym samym roku mieszkańcy Skwierzyny wykupili królewskie wójtostwo (co zostało potwierdzone przez samego króla) od szlachcica Bartłomieja Kleszczyńskiego. W dokumencie zapisano m.in.: 

...dla wygody i pożytku naszego miasta Skwirzyny [...] aby niezbędnym jego potrzebom móc zaradzić, jako że na granicy królestwa naszego ze Śląskiem jest połączone, aby łatwiej dojść mogło do lepszych warunków i odbudowy [...] co właśnie dla większego pożytku wspomnianego miasta za sprawą burmistrza i radnych temu miastu zostało zabezpieczone, więc tym to (pismem) wyrazić chcemy, iż uznajemy prawo cywilne skwirzyńskie za z tym miastem nierozdzielnie zjednoczone [...] po wsze czasy, a ponieważ podstawa wójtostwa z podstawą obywatelską jest zgodna, przyjmujemy, że to samo wójtostwo z miastem jest jednym ciałem.

W 1579 roku król Stefan Batory potwierdził prawa mieszczan skwierzyńskich, jakie zostały spisane w 1572 roku przez starostę międzyrzeckiego Jana ze Służewa. Jedenaście lat później, 31 marca 1590 roku kolejny wielki pożar nawiedził miasto. Powodem jego była sprzeczka pomiędzy stolarzem Dawidem Fitzernem a celnikiem Sebastianem Trzebińskim, który spoliczkował tego pierwszego. W wyniku kłótni Fitzern podpalił dom Trzebińskiego. Spłonęło niemal całe miasto. Pomimo tego, 8 kwietnia tego samego roku, król Zygmunt III Waza potwierdził stare przywileje mieszczańskie. W dokumencie zapisano m.in.: 

Pochwały godni także mieszkańcy tego miasta, że zachowują z dawien dawna przyjęty zwyczaj dotyczący dziedziczenia przez kobiety dóbr mężowskich po śmierci tychże pozostawionych [...], a jako że ten stary zwyczaj pragną mieć uprawomocniony z zachowaniem nienaruszonej i niepogwałconej należnej mu mocy, przychylamy się, uprawomocniamy i zatwierdzamy go.

## XVII wiek

Skwierzyna ok. 1780 roku

XVII wiek rozpoczął się od przywrócenia skwierzyńskim katolikom kościoła, który zajęli protestanci. Ci pierwsi poskarżyli się biskupowi poznańskiemu, Wawrzyńcowi Goślickiemu, który zwrócił się do starosty międzyrzeckiego Jana Zamoyskiego (późniejszego kanclerza i hetmana wielkiego koronnego) o zwrot świątyni. Tak też się stało 6 listopada 1604 roku. Budowę nowego ewangelickiego domu modlitwy rozpoczęto w 1638 roku. W roku 1613 w królewskich dokumentach po raz kolejny pojawia się nazwa Skwirzyna. 16 kwietnia tegoż roku król Zygmunt III Waza wydał zakaz sprzedaży zagranicznych sukien na jarmarku miejskim. Potwierdził ten zakaz także 11 października 1616 roku. W 1613 roku w okolicach Skwierzyny pojawili się także pierwsi Holendrzy – 1 września starosta międzyrzecki Aleksander herbu Jastrzębiec Zborowski założył kolonię "olęderską" nad Wartą – Aleksandrowo (dzisiejsze Gościnowo). Następne były Wielkokrobielewskie Olędry (obok dzisiejszego Krobielewa), założone w 1661. Przybysze najprawdopodobniej zajmowali się osuszaniem mokradeł.
W roku 1616, 11 maja za groblą przy cmentarzu uderzył piorun. W wyniku spowodowanego tym pożaru spłonęły 42 stodoły.

W 1643 roku radni Skwirzyny postanowili przedłużyć sobie sprawowanie funkcji dożywotnio, podejmując decyzję, aby 

na potym P.P. Radni niebyli corok obierani, ale żeby na Radziectwie aż do ostatniego kresu żywota swego byli, po śmierci zaś iednego P. Radnego Wojt z Ławnikami y wszyscy Officiales Civitatis iurati z pośrodka siebie czterech wybrać y IMP. Staroście albo namiestnikowi IMci iednegu z nich sposobniejszego za Radziectwo potwierdzi, Burmistrza zaś iako zwyczaj na Trzy Króle IMP. Starosta albo Namiestnik IMci obirać i podawać będzie.

Kolejny wielki pożar nawiedził miasto w 1678 roku. Kronikarz skwierzyński pisał tak o tym wydarzeniu: 

21 września w dniu św. Mateusza wieczorem między 7 a 8 godziną była środa, 15 niedziela po św. Trójcy, pożar wybuchł na plebanii, gdzie od rozpalonej kuchenki zajęło się siano, a że gdy serce zastygnie, ręce stają się chrome, podmuch przeniósł ogień wokół zanim zdano sobie z tego sprawę. Było nie do śmiechu, gdy płomienie rozprzestrzeniły się z siana na wszystko dookoła pochłaniając zanim się rozejrzano całe miasto, nad którym unosił się ogromny żar i nie było nadziei na żaden ratunek. Spłonęła wówczas matka z trojgiem dzieci, stara kobieta, a także pewnego chłopaka spotkał żałosny koniec. Wtedy to ogień pochłonął Ratusz wraz z piękną wieżą zegarową, aptekę, trybunał sądu ziemskiego i co było lepszego w mieście wyszukiwał, a więc młyn słodowy nadwarciański, studnie i znajdujące się nad wodą skrzynie na ryby i most na Warcie, wszystko strawił ogień.

## XVIII wiek

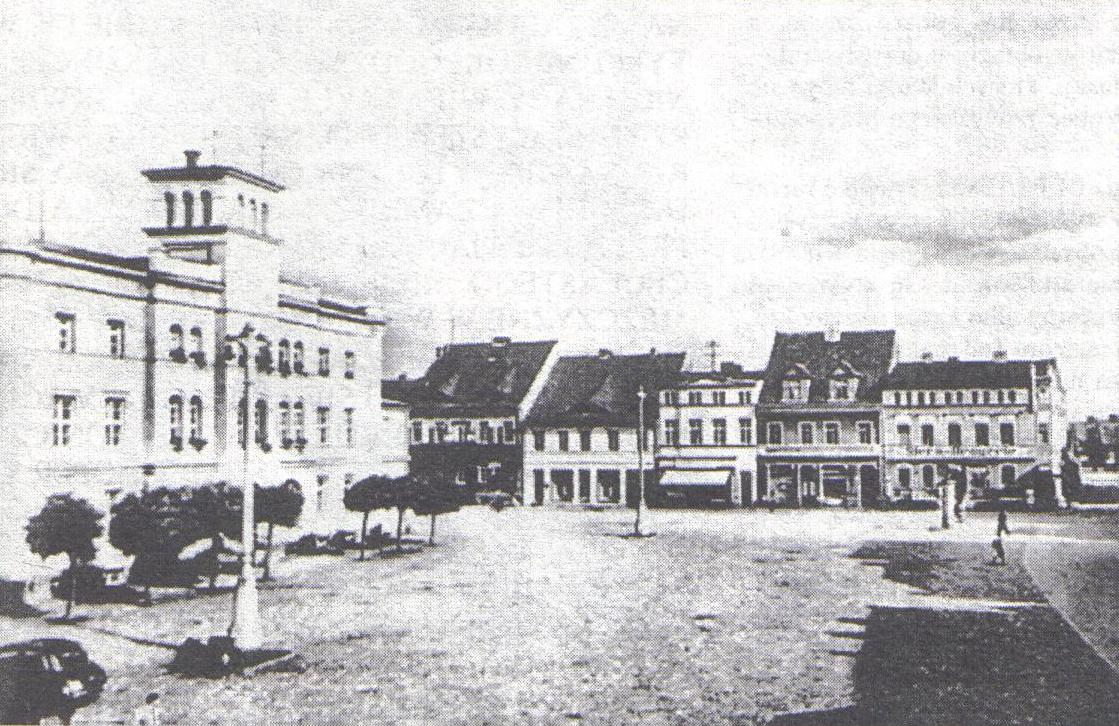
Rynek w Skwierzynie na początku XX wieku. Z lewej – ratusz miejski

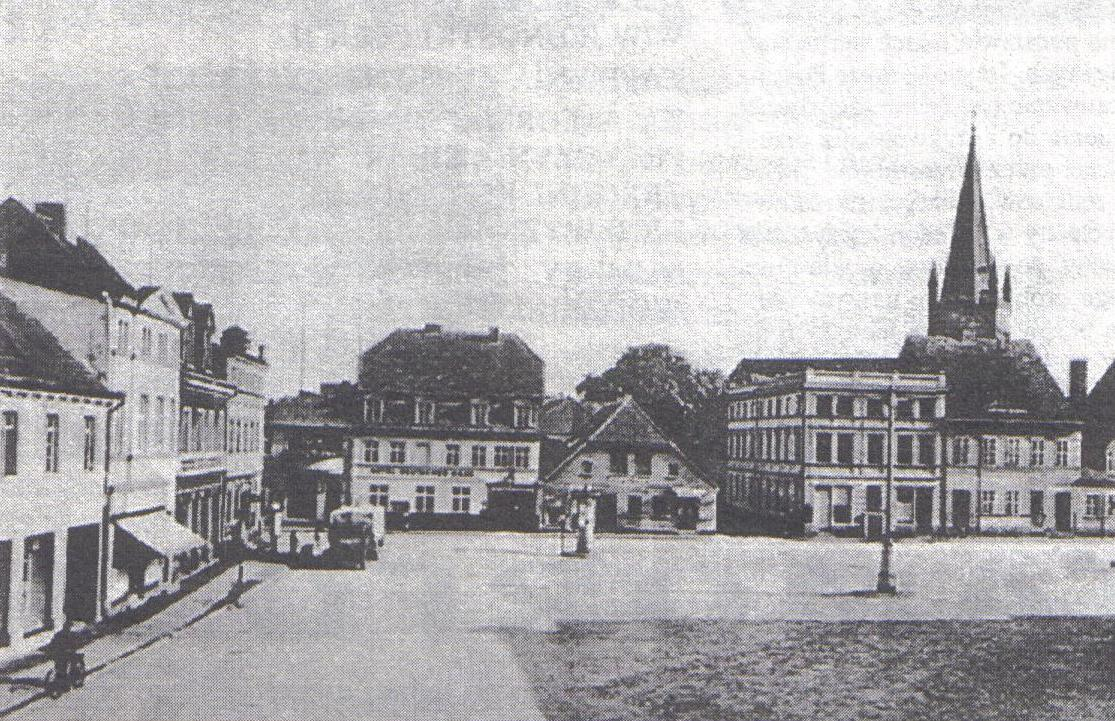
Rynek – widok z ratusza, początek XX w.

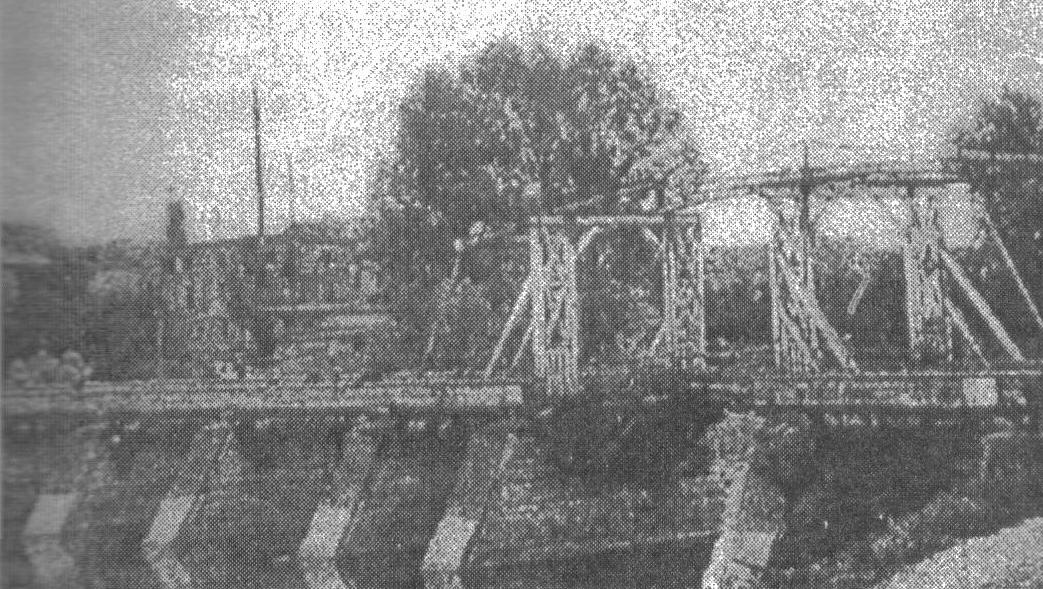
Most drewniany na Warcie

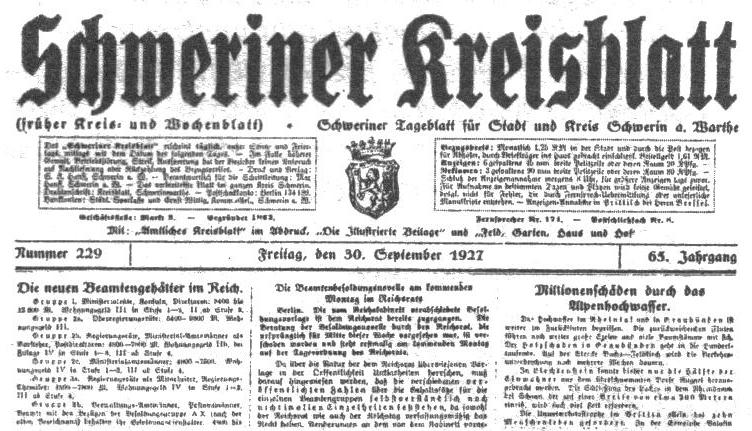
Strona tytułowa skwierzyńskiej gazety regionalnej z 30 września 1927 r.

Wiek XVIII rozpoczął się od splądrowania i spalenia miasta, przez które przetoczyły się wojska szwedzkie, rosyjskie i polskie. Miało to miejsce w roku 1712, podczas III wojny północnej. Wojska polskie z oddziału rawskiego, których komendantem był starosta Grodziński, wyparły z miasta Szwedów, atakując i podpalając je ze wszystkich stron. Skwierzyna została splądrowana, wielu mieszkańcom zabrano kosztowności. Niepowetowaną stratą było zniszczenie akt miejskich. Z tego też powodu w 1713 roku miasto na cztery lata zwolniono z ciężarów publicznych (w tej sprawie do Warszawy na koniu pojechał niejaki Andreas Göhre, który po 10 dniach przywiózł dokument królewski zwalniający z podatków). Spłonął także zbór protestancki, na którego miejscu jednak w 1717 roku wzniesiono nową świątynię, a w 1730 roku także ewangelicką szkołę ludową.
Lata 1728-1730 to powracające chmary szarańczy, które całkowicie zniszczyły pola i łąki, powodując nędzę i drożyznę. W 1736 z kolei wielka woda nawiedziła miasto. Rzeka wylała latem. Kronikarz wspomniał iż po ulicach pływały ryby, a jeden z mieszkańców wróciwszy do domu po opadnięciu wody znalazł we własnym pokoju dorodnego suma.
W 1731 roku mieszkańcy ufundowali nowy zegar na wieżę ratuszową. Pokazywał on kwadranse. Czasomierz uruchomiono po raz pierwszy 18 grudnia. Cztery lata później miasto stało się obiektem wymuszenia. Do Skwierzyny przybyli znany już mieszczanom starosta Grodziński i generał-major Johannes Franciscus baron Sandretzki. Zażądali oni od mieszkańców 126 dukatów, pod groźbą spalenia miasta.
W 1756 roku odnowiono i częściowo przebudowano most na Warcie. Na polecenie burmistrza Gottfrieda Josepha Schotta wyłożono go podwójnymi deskami, ustawiono także dwie izbice przed wjazdem na niego. W roku 1758 na ratuszu umieszczono dzwon alarmowy. Stało się tak z nakazu burmistrza Christiana Kinkela. Dziesięć lat później kolejny burmistrz, Martin Buchwald (który był poprzednio poczmistrzem królewskim) polecił na nowo wybudować wieżę ratuszową.
9 marca 1769 do miasta przybyło ok. 2 tys. polskich konfederatów pod przywództwem niejakiego Malczewskiego. Z tego powodu miał miejsce sąd Konfederacji Polskiej Wielkopolski, w którym to oskarżonym był burmistrz Skwirzyny, Jakub Berendt. Postawiono mu zarzut zdrady przeciwko konfederatom. Berendt po spaleniu akt miejskich wezwał wojska pruskie i rosyjskie do udzielenia mu pomocy i zajęcia miasta. Burmistrza uznano winnym, przywiązano do końskiego ogona, wywleczono za miasto i powieszono. Czterech jego zwolenników powieszono na Rynku. Wkrótce jednak z Gorzowa przybyli na pomoc dragoni i wygonili polskich konfederatów z miasta.
W 1790 roku komisarz deputowany Józef Lipski dokonał lustracji dóbr królewskich w starostwie międzyrzeckim. Po raz pierwszy pojawiła się pisownia nazwy miasta Skwierzyna. Urzędnik zapisał, iż w mieście znajdowało się w owym czasie 233 domy. W tym samym roku w Skwierzynie zaczął stacjonować garnizon ułanów polskich.
Lata 1791-1792 to zawirowania związane z Konstytucją 3 maja. Najpierw posesjonaci skwierzyńscy (czyli obywatele posiadający czynne i bierne prawo wyborcze, z racji posiadanego przez siebie majątku) poparli Konstytucję, poprzez uchwalenie petycji (1 sierpnia). Następnie wybrali deputowanych na sejmik wojewódzki w Poznaniu. 12 sierpnia złożyli deklarację wierności "mieniem i życiem". Jednak już 19 listopada 1792 roku skwierzynianie odprzysięgli Konstytucję i zmuszeni zostali do przysięgi na "Uniwersał Nayjaśniejszey Konfederacyi Generalney Wolnych obu złączonych Narodów...", czyli targowicy.
25 sierpnia 1793 roku do Skwierzyny, ale także do Międzyrzecza, Trzciela i Międzychodu wkroczyły wojska pruskie i pozostały tam aż do oficjalnego przyłączenia ziemi skwierzyńskiej do Prus podczas II rozbioru Polski. W tym samym roku przeprowadzono spis ludności miejskiej, który podaje iż wówczas w Skwierzynie mieszkało 1431 ewangelików, 117 katolików i 720 żydów, a na 24 zawody wykonywane w mieście do najliczniej reprezentowanych zaliczały się: piwowarzy – 44 osoby, szewcy – 26 osób, rybacy – 20 osób i sukiennicy – 16 osób. W mieście znajdowało się w owym czasie 8 budynków publicznych i 319 domów mieszkalnych. Zaraz po III rozbiorze Polski, w Skwierzynie założono pierwszy garnizon pruski. Był to tzw. Invalidenkorps (korpus inwalidów), który składał się z 3 oficerów, 1 sierżanta, 7 podoficerów, 2 muzykantów i 148 żołnierzy. Korpus pozostał w mieście do 1807 roku.

## XIX wiek

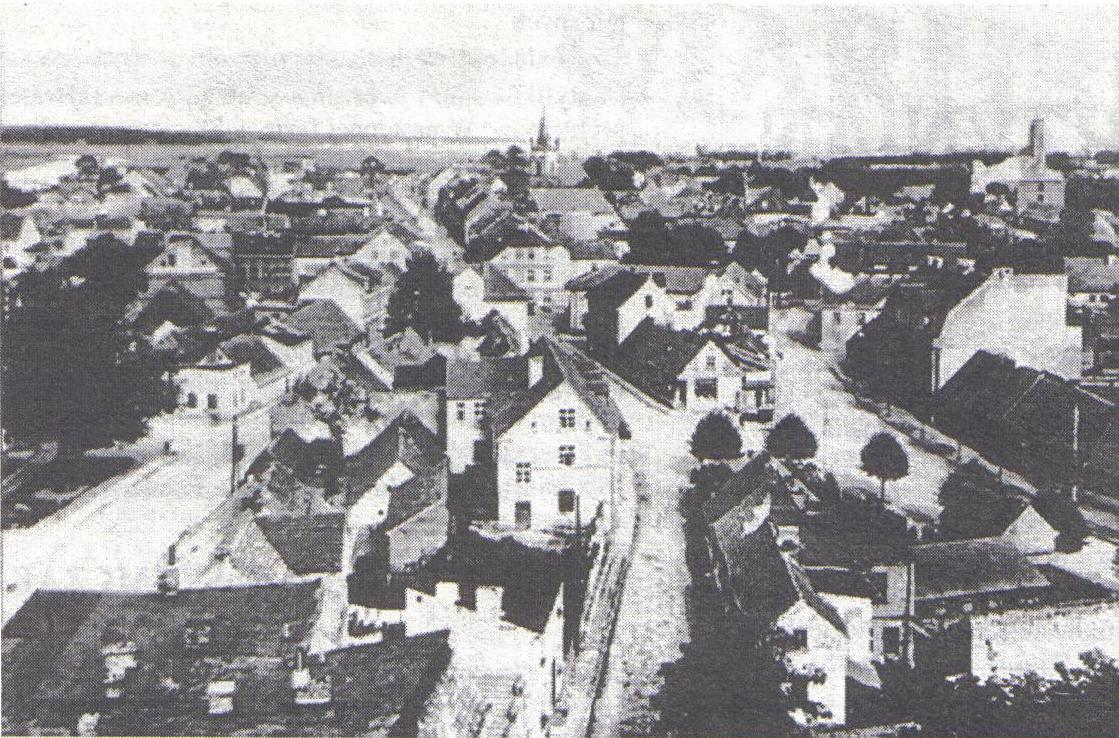
Panorama Skwierzyny z początku XX wieku

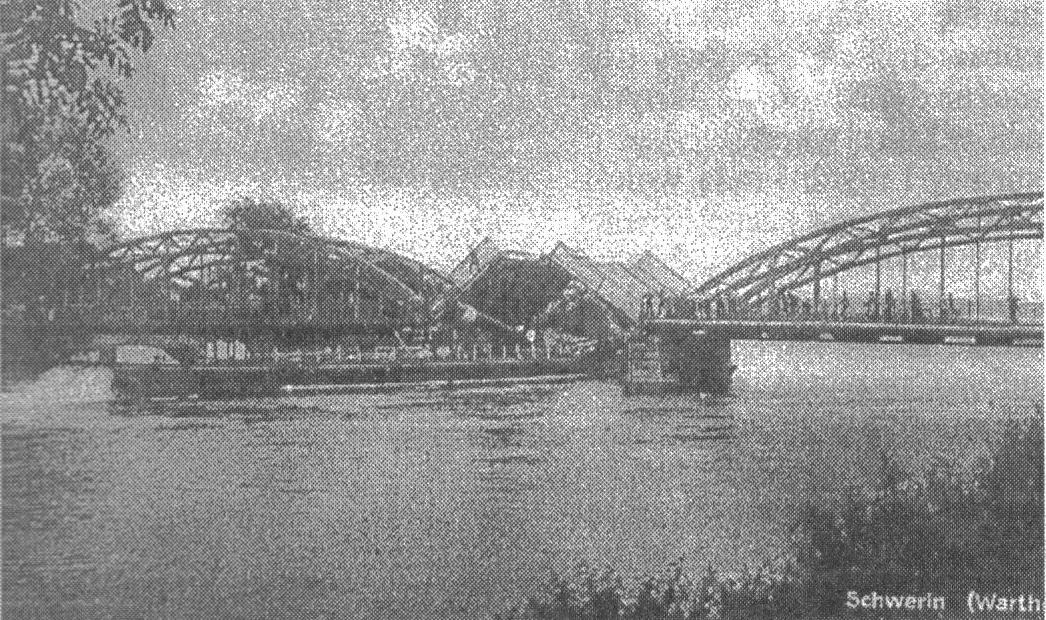
"Zwodzony" most na Warcie, lata 30. XX wieku

W 1806 r., w trakcie wojny napoleońskiej przeciwko Rosji wojsko francuskie terroryzowało miasto i zagarnęło pieniądze i inne dobra. Rok później miasto powróciło pod władanie Polaków, ponieważ zgodnie z postanowieniami pokoju w Tylży, Skwierzyna znalazła się w granicach Wielkiego Księstwa Warszawskiego. Garnizon zajęli ułani z Saksonii. W 1812 roku, przez miasto przechodziły pokonane wojska Napoleona. Cesarz miał zatrzymać się na jedną noc w mieście. Pomimo tego, iż miał spać w domu nr 12 na Kaiserstrasse (ulicy Cesarskiej), nie ma na to żadnych dowodów. Rok później w Skwierzynie zakwaterowano 2000 kawalerzystów włoskich z armii Napoleona, których dopadli jednak ścigający uchodzących Francuzów Rosjanie, którzy rabowali, plądrowali i gwałcili.
W 1814 roku utworzono Wielkie Księstwo Poznańskie, w granicach którego znalazła się Skwierzyna. Po 7 latach pod polskim panowaniem, miasto ponownie znalazło się w państwie pruskim. W 1816 do Skwierzyny przeniesiono Sąd Pokoju, który jednak zajmował się sprawami mniejszej wagi niż ten w Międzyrzeczu. Z powodu masowego wyrębu lasu nastąpiło przestawienie lokalnego przemysłu w kierunku rolnictwa i przemysłu tytoniowego.
W 1821 roku miał miejsce ostatni z wielkich pożarów miasta. Spłonęło 60 budynków mieszkalnych i 93 obory, a 30 domów zostało uszkodzonych. Lata 1827-1829 z kolei to powrót ogromnych stad szarańczy, które zniszczyły wszystkie ziemiopłody. Plaga ta zmusiła do wprowadzenia administracyjnego nakazu zbierania jaj szkodników. Każdy z obywateli miasta był zobowiązany do uzbierania przynajmniej jednej miarki. Podobno udało się zebrać 34 korce i 2,25 miarki jaj (około 3900 litrów). Kres pladze położyły bociany, a potem silny mróz.
1831 rok – epidemia cholery, podczas której zmarło 128 skwierzynian. Środkami bezpieczeństwa było zamknięcie wszystkich sklepów, a towary wydawano przez małe klapki w drzwiach, pieniądze zaś trzymano w miskach z octem.
W 1833 roku rozpoczęto budowę szosy z Berlina do Poznania. Droga miała początkowo omijać miasto, jednak później zmieniono te plany i przechodziła przez środek Skwierzyny. W tym samym roku na niedalekim Chełmskim Polu (Gollmuetzer Feld) odbyły się manewry kawalerii, którym dowodził sam Fryderyk Wilhelm, ówczesny następca tronu. Ten ostatni zawitał do miasta także w 1842 roku, śpiesząc do Rosji. Czasu wystarczyło tylko na krótkie powitanie władcy.
1888 rok – kolejna powódź. Mieszkańcy musieli skorzystać z pomocy wojska.

## XX wiek

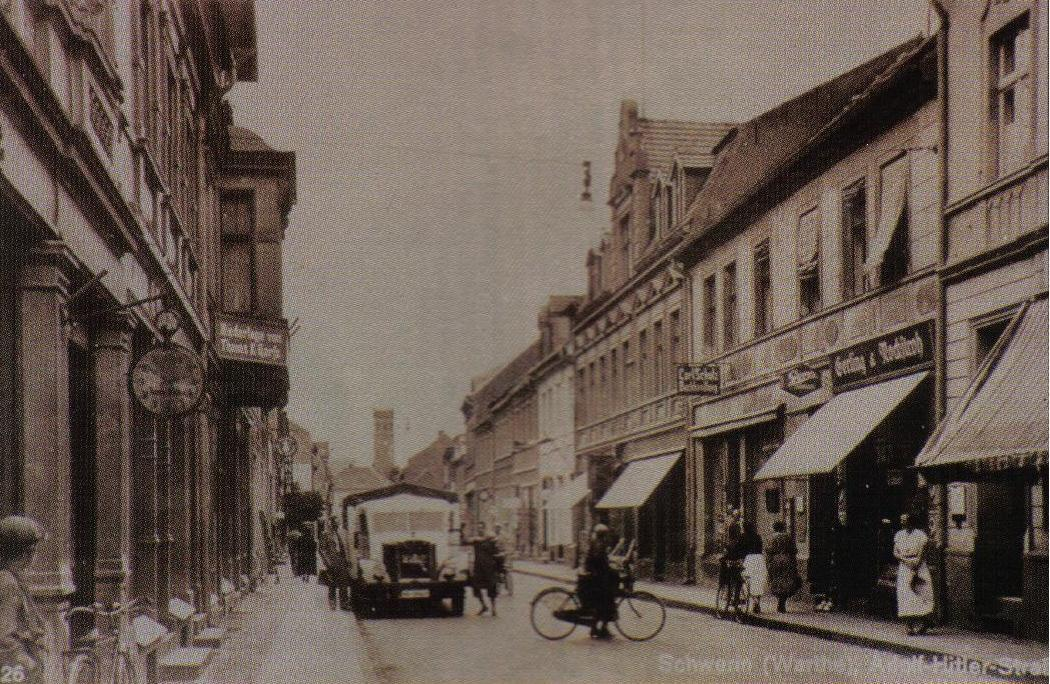
Adolf Hitlerstraße w latach 30. XX wieku, dzisiejsza ul. Piłsudskiego

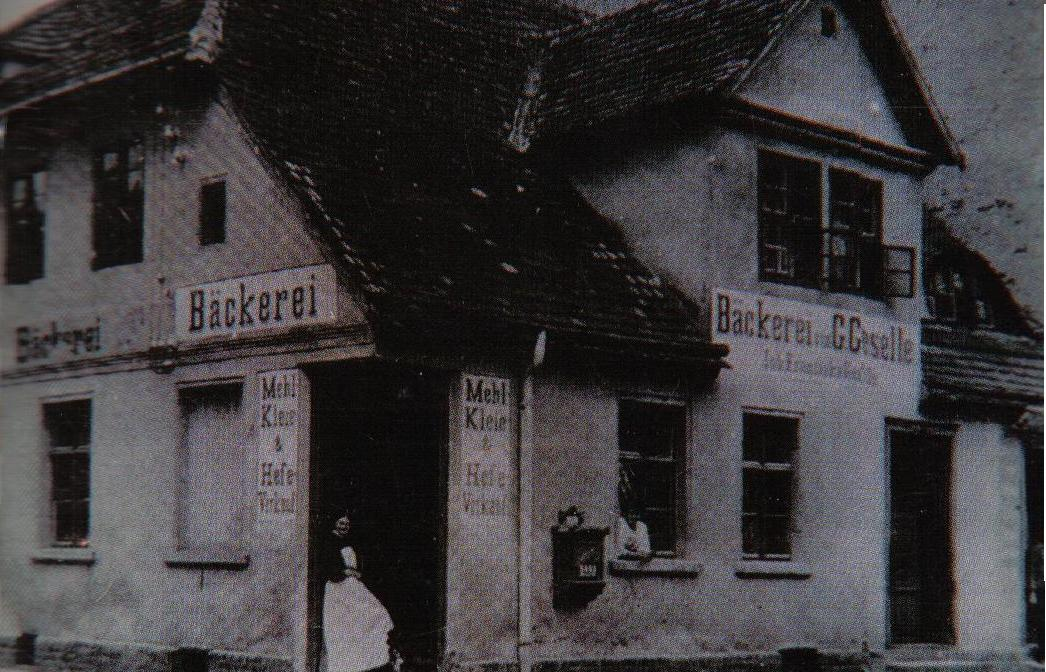
Witryna piekarni przy dzisiejszej ulicy Czerwonego Krzyża

1903 rok – kolejna wielka powódź, w roku 1904 rozpoczęto budowę dzisiejszego mostu żelaznego na Warcie. Ukończono ją w 1905 roku.
1914–1918 – I wojna światowa prawie nie pozostawiła po sobie śladów w mieście, ale 363 mieszkańców poległo na różnych jej frontach. W okresie działań wojennych Skwierzyna była miastem garnizonowym, choć w mieście nie był koszar. Tak więc 46. obronny batalion rezerwowy (Landwehr Ersatz Btl. 46) ulokowano w budynkach i salach szkół.
Podczas powstania wielkopolskiego, wielu Polaków chciało, aby również Skwierzyna została przyłączona do nowo powstającego państwa polskiego. Spowodowało to szereg zbrojnych napadów polskich oddziałów na miasto. Powracający z wojny kapitan Böhlke i podporucznik Bockenhagen wezwali miejscową ludność niemiecką do obrony granicy. W okolicach Międzychodu miały miejsce z tego powodu walki, w których zginęło m.in. 21 skwierzynian. To zadecydowało o tym, iż na mocy traktatu wersalskiego, Skwierzyna pozostała niemiecka, a Międzychód dostał się w granice państwa polskiego.

Skwierzyna stała się więc miastem granicznym, co jednak nie wyszło jej na dobre. Z powodu bardzo złych stosunków pomiędzy oboma krajami, przerwane zostały kontakty handlowe z zapleczem przemysłowym miasta, będącym także głównym rynkiem zbytu, m.in. Międzychodem i Międzyrzeczem. Z tego powodu upadła fabryka tytoniu i cygar, licząca 200 pracowników, a także warsztaty kuśnierskie i browar. 

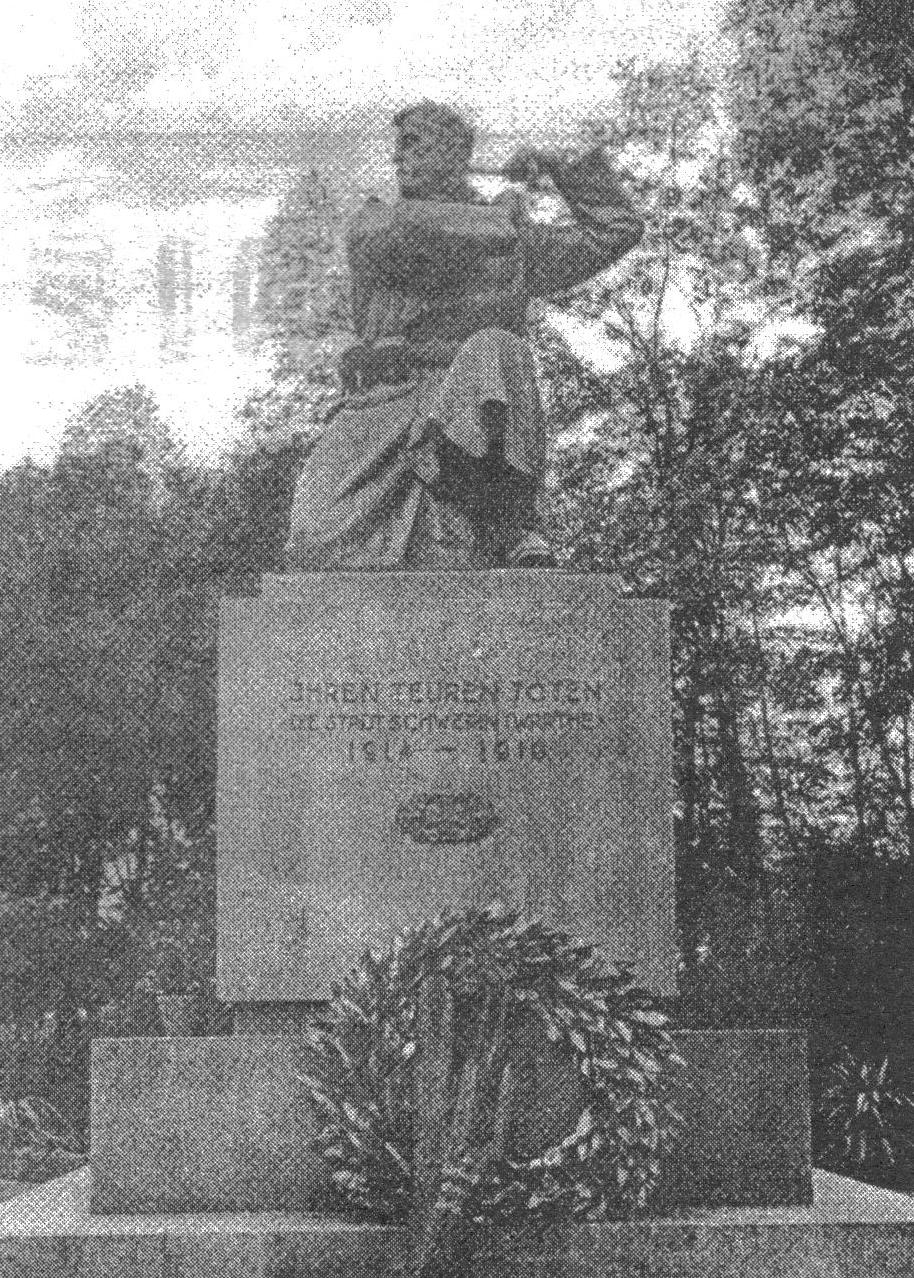
Pomnik walczących miasta Skwierzyny, zbudowany w 1927 r. ku czci poległych podczas I wojny światowej, zburzony w 1945

W latach 1922–1924 miał miejsce szereg nieszczęśliwych zdarzeń, które doprowadziły miasto do zapaści ekonomicznej. Na początek miała miejsce plaga owadów – szkodników leśnych, które zniszczyły 20 tys. mórg lasów. Najprawdopodobniej to stało się przyczyną podwyższenia poziomu wód gruntowych, co doprowadziło do zalania kilku nadrzecznych wiosek. Z tego też powodu ogromne połacie gruntu nie nadawały się pod uprawy. Państwo zainterweniowało, usiłując zlikwidować bezrobocie w Skwierzynie poprzez rozpoczęcie robót publicznych. Dzięki nim miasto otrzymało wodociągi, kanalizację, naprawiono kilka dróg. W 1929 roku, aby zapobiec kolejnym wylewom rzeki, na północy miasta rozpoczęto budowę mostu i tamy długości 3 kilometrów. Budowę tę zakończono w 1933 roku.
Rok później ukończono także budowę linii kolejowej Guben (Gubin) – Schwerin (Skwierzyna) – Krzyż i otwarto ją dla ruchu. Z tego też powodu rozbudowano dworzec kolejowy w Skwierzynie, i zbudowano nowy w Skwierzynie-Gaju. Rozpoczęły się także starania urzędników miejskich o umieszczenie tam garnizonu wojskowego, wniosek o to władze państwowe przyjęły w 1937 roku. Rok później skończono budowę koszar, które zostały przeznaczone na siedzibę 123. rezerwowego batalionu piechoty granicznej.
W 1927 roku w Skwierzynie, na terenie dzisiejszego Parku Konstytucji Trzeciego Maja wzniesiono pomnik upamiętniający mieszkańców miasta, którzy zginęli na frontach I wojny światowej. Projekt Emila Bauera nosił oficjalną nazwę "Der Wille Wiederaufbau" ("Wola Odbudowy"). Statuę zniszczono w 1945 roku.
W 1935 roku powiat skwierzyński zamieszkiwało 20 tys. osób. W tym samym roku w mieście ustanowiono Wojskowy Urząd Meldunkowy. W 1939 roku w pobliżu koszar wybudowano osiedle mieszkaniowe dla oficerów wojskowych, a tuż po wybuchu II wojny światowej zakwaterowano w Skwierzynie zmotoryzowane oddziały wojskowe.

### Ciężki obóz gestapo w Skwierzynie
Zaraz po wybuchu II wojny światowej, do więzień trafiali Polacy figurujący na wykazach niemieckich służb bezpieczeństwa. Tereny Skwierzyny znajdowały się pod jurysdykcją Einsatzkommando 2, którym dowodził SS-Sturmbannführer Fritz Liphardt – szef policji z Frankfurtu nad Odrą, będące częścią Einsatzgruppe VI Oberführera Ericha Naumana. Z powodu przedłużającego się oczekiwania na utworzenie obozu w Poznaniu i przepełnienia Polenlager w Międzyrzeczu, decyzją szefa gestapo we Frankfurcie nad Odrą, SS-Sturmbannführera Adolfa Hoffmanna (nr SS 272 378, nr NSDAP 4 863 375), utworzono w Skwierzynie ciężki obóz gestapo.
Obóz funkcjonował od 7 września 1939 do marca 1940. Oficjalna nazwa brzmiała Geheime Staatspolizei Häftlingslager in Schwerin a (Warthe), Einsatzgruppen-Straflager Schwerin an der Warthe w skrócie Gefangenenlager (obóz jeniecki). Mieścił się on w budynku byłej szkoły pedagogicznej przy Grosse Töpferstraße nr 38. Dzisiaj jest to ulica Przemysłowa 42. Komendantem obozu był Georg Wening. 15 wartowników pilnowało około 150-200 więźniów, a teren ogrodzony był drutem kolczastym. Więźniowie zatrudnieni byli przy karczowaniu lasów i przy budowie drogi prowadzącej do koszar wojskowych. Osadzonych eksterminowano przez zmuszanie do morderczego wysiłku, ale także przez pojedyncze zabójstwa w samym obozie, a także wywózki i egzekucje grupowe w okolicznych lasach.
Do obozu trafiali Polacy zamieszkujący tereny pogranicza, uznani przez władze hitlerowskie za wrogów narodu niemieckiego. Byli to między innymi uczestnicy powstania wielkopolskiego. Od 7 września 1939 roku do obozu przywożono kolejne transporty, 16 września przybyli wszyscy więźniowie z obozu w Międzyrzeczu (Meseritz), w większości lokalni urzędnicy państwa polskiego m.in. starosta powiatu międzychodzkiego Antoni Zdzisław Czubiński wysłany do Fortu VII w Poznaniu i tam stracony 27 stycznia 1940.
W październiku 1939 osadzonych podzielono na trzy grupy: przeznaczonych do zamordowania na miejscu, przeznaczonych do wysłania do obozu Fort VII w Poznaniu i mających zostać skierowanych do obozów koncentracyjnych m.in. w Sachsenhausen, Buchenwaldzie i in.
Obóz w Skwierzynie nie był jednostką stałą, zakończył więc swą działalność w marcu 1940 roku. Do dzisiaj nie udało się odnaleźć jego dokumentacji oraz masowych grobów więźniów w nim pomordowanych. 7 grudnia 2012 prokurator Oddziałowej Komisji Ścigania Zbrodni przeciwko Narodowi Polskiemu w Szczecinie umorzył śledztwo w sprawie zbrodni z uwagi na śmierć sprawców oraz niewykrycie sprawców przestępstwa.

### Lata 1945–1946
30 stycznia 1945 roku do miasta wkroczyły oddziały Armii Czerwonej (4 korpus armijny gwardii gen. Wasilija Głazunowa z 8 Armii Gwardii gen. płk. Wasilija Czujkowa z I Frontu Białoruskiego). Pomimo tego błędnie uznaje się do dziś 2 lutego za datę wejścia Rosjan (jedna z głównych ulic w mieście nosi taką nazwę). W wyniku działań wojennych miasto zostało niemal w 3/4 zniszczone. Żołnierze sowieccy niszczyli i podpalali kolejne budynki, terroryzując miejscową ludność. M.in. 11 lutego pijani Rosjanie zastrzelili w Chełmsku niemieckiego duszpasterza wsi, ks. Teofila Czekallę i kilku jej mieszkańców.
Pod koniec lutego wojskowy komendant miasta, mjr Grabczak powierzył funkcję burmistrza Stanisławowi Runge, jednemu z ok. 60 Polaków jeszcze przed wojną zamieszkujących Skwierzynę, pracujących w charakterze robotników u niemieckich właścicieli ziemskich. Runge okazał się jednym z najlepszych burmistrzów w historii miasta. Pomimo tego odwołano go w maju 1945 roku, kiedy to do Skwierzyny przybył Pełnomocnik Rządu RP na obwód skwierzyński, Alojzy Mikołajczak (członek PPR), który przy podejmowaniu tej decyzji kierował się niechęcią do polskiej ludności autochtonicznej zamieszkującej Skwierzynę. Kolejnym burmistrzem został Józef Skrzypczak, który stanowisko to pełnił do września 1945 roku.
6 kwietnia 1945 roku, Józef Sianowski, organizator poczty polskiej w Skwierzynie, powołał pierwszą polską organizację polityczną – koło Stronnictwa Demokratycznego, co upamiętnia tablica wmurowana w ścianę domu, który był ówczesną siedzibą organizacji.
10 kwietnia w Skwierzynie powstała jednostka Milicji Obywatelskiej, a już 10 sierpnia do miasta przybyła jednostka Urzędu Bezpieczeństwa Publicznego. Z Lublina sprowadzono 6-osobową ekipę pod dowództwem Tadeusza Borka. Na siedzibę grupa wybrała sobie szpital miejski, który zajmowały początkowo siostry zakonne opiekujące się chorymi na tyfus. Później siedzibę "bezpieki" urządzono w budynku przy ulicy Poniatowskiego 32.
Skwierzyński oddział UBP miał działać przeciwko "zbrojnemu podziemiu reakcyjnemu", a tak naprawdę stał się narzędziem jego dowódcy w dążeniach do materialnego wzbogacenia się. Zawłaszczano co cenniejsze mienie mieszkańców, głównie inwentarz chłopski i meble. Z tego też powodu Borka zastąpił przysłany z Poznania porucznik Ignacy Iskra, który z kolei skupił się na walce z regionalnymi strukturami opozycji politycznej, w związku ze zbliżającymi się wyborami. W mieście pojawiło się w owym czasie wiele materiałów propagandowych szkalujących PSL.
25 listopada 1945 roku Ludowe Wojsko Polskie objęło skwierzyńskie koszary. Żołnierzy witano entuzjastycznie na ulicach miasta.
6 czerwca 1945 r. ze wschodu przybyło do Skwierzyny ok. 800 osób deportowanych przez władze radzieckie z Klewania na Wołyniu.
Podczas referendum z 30 czerwca 1946 roku, w Skwierzynie utworzono komitet głosowania ludowego, dzieląc ją na 5 obwodów. Swe głosy na ich terenie oddało 6015 osób, w tym 20 głosów uznano za nieważne. Oficjalnie odpowiedzi rozłożyły się:
- 1 pyt. (Czy jesteś za zniesieniem Senatu?) – za: 5070 osób, przeciw: 925,
- 2 pyt. (Czy chcesz utrwalenia w przyszłej konstytucji ustroju gospodarczego zaprowadzonego przez reformę rolną i unarodowienie podstawowych gałęzi gospodarki narodowej z zachowaniem uprawnień inicjatywy prywatnej?) – za: 5847, przeciw: 148,
- 3 pyt. (Czy chcesz utrwalenia zachodniej granicy państwa polskiego na Bałtyku, Odrze i Nysie Łużyckiej?) – za: 5967, przeciw: 28 osób.

Prawdziwe wyniki nie są znane. Wiadomo, że urny były wywożone w asyście uzbrojonych oddziałów przez przewodniczących komisji bez obliczeń i sporządzania protokołów.
W połowie roku 1945 w powiecie skwierzyńskim mieszkało już 5305 osób, w tym 4421 Polaków i 884 Niemców. W końcu tego roku powiat zamieszkiwało 7033 osoby, w tym w samej Skwierzynie – 2840.

### Historia najnowsza
24 marca 1947 roku pod naporem kry runął drewniany most na Warcie, zbudowany w 1945 roku.
9 maja 1948 roku marszałek Michał Rola-Żymierski wręczył sztandar 15. pułkowi piechoty w Skwierzynie.
26 kwietnia 1948 roku założono Gminną Spółdzielnię "Samopomocy Chłopskiej" w Skwierzynie, na której czele stanął Zygmunt Zawadzki.

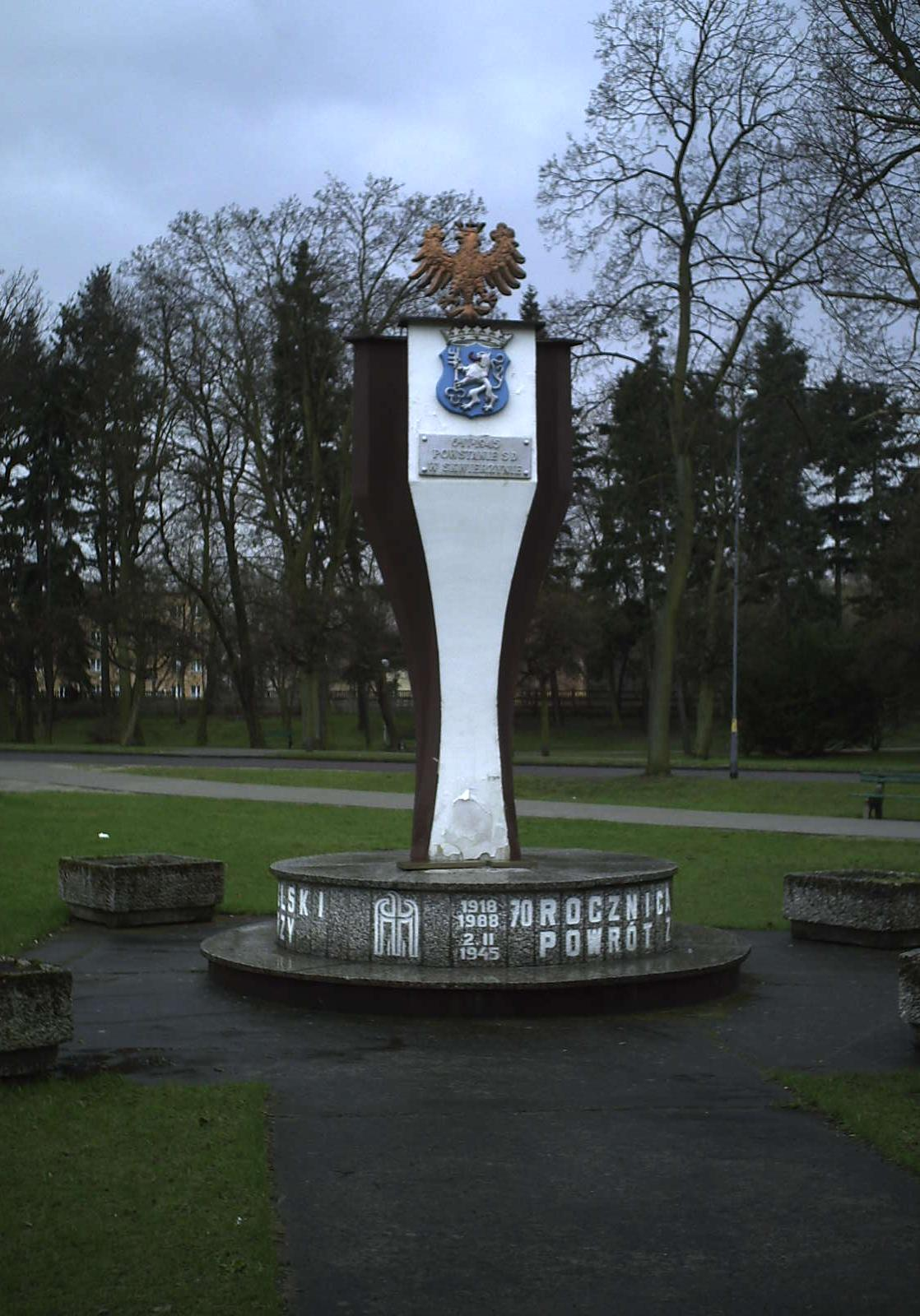
Obelisk upamiętniający 70. rocznicę odzyskania niepodległości przez Polskę.

W późnych latach 40. i wczesnych 50. do miasta stopniowo napływała ludność polska ze wschodnich terenów. W końcu 1950 roku było już 13702 mieszkańców powiatu, w tym Skwierzynę zamieszkiwało 3906 osób (28,5% ogółu). Do powiatu napłynęło:
- 2961 osób ze wschodnich obszarów Polski (1728 do Skwierzyny),
- 3717 z poznańskiego,
- 1023 z łódzkiego,
- 888 z rzeszowskiego,
- 679 z krakowskiego,
- 639 z lubelskiego,
- 404 z warszawskiego,
- 245 z bydgoskiego,
- 237 z kieleckiego,
- 233 osoby z samej Warszawy.

27 stycznia 1965 roku powstało Towarzystwo Miłośników Skwierzyny, a 25 września roku miejscowa szkoła średnia otrzymała sztandar oraz nadano jej imię Leona Kruczkowskiego.
W 1966 roku zlikwidowano powiat skwierzyński (powstały jeszcze w 1887 roku) – Skwierzyna trafiła do powiatu gorzowskiego, a tereny na południe od niej do powiatu międzyrzeckiego.
30 kwietnia 1968 roku umieszczono obraz Matki Bożej Klewańskiej w ołtarzu głównym Kościoła św. Mikołaja w Skwierzynie. Łaskami słynący obraz został przywieziony przez Polaków z Klewania na Wołyniu i do tej pory był przez nich ukrywany na terenie parafii.
21 lipca 1970 roku miało miejsce uroczyste odsłonięcie pomnika ku czci króla Władysława Jagiełły. Jego twórcą był Tadeusz Dobosz.
W roku 1982 miał miejsce dwumiesięczny alarm przeciwpowodziowy, podczas którego w Skwierzynie poziom wody sięgnął 5,5 metra, czyli ponad 3,5 metra ponad stan normalny. Alarm odwołano 24 lutego.
W 1988 roku wmurowano akt erekcyjny pod obelisk z okazji półwiecza powstania Stronnictwa Demokratycznego. Jego odsłonięcie nastąpiło 11 listopada, w 70. rocznicę odzyskania niepodległości Polski.
27 maja 1990 roku odbyły się pierwsze demokratyczne wybory samorządowe, które wyłoniły Radę Miejską. Na jej czele stanął Krzysztof Bielański, a burmistrzem został Ryszard Szczepaniak. 4 sierpnia po raz pierwszy wciągnięto na masz flagę Skwierzyny (żółto-niebiesko-białą).
13 października 1994 roku ukazał się pierwszy numer miesięcznika regionalnego Okolice Skwierzynne, którego redaktorem naczelnym został miejscowy historyk Stanisław Władysław Adamczyk (1935–1998).
W czerwcu 1995 roku uroczyście obchodzono domniemane 700-lecie nadania praw miejskich Skwierzynie przez Przemysła II. W tym samym roku wzniesiono pomnik ekumeniczny na Cmentarzu Komunalnym w Skwierzynie. Na monumencie znajdują się napisy po polsku i niemiecku poświęcone pamięci wszystkich byłych mieszkańców Skwierzyny, niezależnie od ich narodowości. Rada miasta nie wydała jednak zgody na realizację projektu upamiętnienia tablicą miejsca, gdzie przed wojną znajdowała się synagoga.
W 1997 odnowiono nawierzchnię reprezentacyjnej ulicy skwierzyńskiej, tzw. "deptaka", który to wyłożono kostką polbrukową. Miastu udało się uniknąć wielkiej powodzi, jaka nawiedziła Polskę w lecie 1997 roku, pomimo podtopienia wielu okolicznych wiosek.

W 2004 roku w gminie Skwierzyna miało miejsce referendum nad odwołaniem z pełnionej funkcji burmistrza miasta, Arkadiusza Piotrowskiego. Niezwykle ważną kwestią była wówczas budowa oczyszczalni ścieków – do niedawna Skwierzyna była jedynym miastem znajdującym się w północnej części województwa lubuskiego, które nie miało własnej oczyszczalni ścieków, pomimo położenia grodu nad dwiema rzekami – Obrą i Wartą. Lokalnym władzom zarzucano nie realizowanie obietnic składanych przed każdymi wyborami. W 2004 roku część mieszkańców postanowiła wystąpić z inicjatywą przeprowadzenia referendum, w którym postulowali odwołanie burmistrza Piotrowskiego. W Skwierzynie zawiązała się tzw. Grupa 11, a inicjatorem jej powołania do życia był lokalny przedsiębiorca, Kazimierz Witek, właściciel m.in. firmy budowlanej "Koliber" i miejscowego hotelu "Dom nad Rzeką". Biznesmen ten był jednocześnie prezesem klubu sportowego "Pogoń" i jego głównym sponsorem. Tymczasem w projekcie budżetu na 2004 roku dotację dla SKS "Pogoń-Koliber" Skwierzyna ustalono na 52 000 zł. Ta kwota nie zadowalała prezesa klubu, choć jak opisywano to w organie prasowym samorządu: 

Większość uczestniczących w spotkaniu prezesów przystała na taką propozycję rozdzielenia pieniędzy. Innego zdania byli działacze "Pogoni-Koliber". Stwierdzili, że przyznana kwota ich nie satysfakcjonuje i zażądali więcej. Prezes "Pogoni" K. Witek stwierdził, że pieniądze, które gmina chce wydać w tym roku na finansowanie Klubu, w żaden sposób go nie zadowalają, gdyż on jako prezes i jednocześnie główny sponsor "Pogoni", nie ma już możliwości zwiększenia sponsoringu. Nadto, oburzony postawą obecnie zarządzających stadionem, wyraził chęć przejęcia obiektu i przeznaczenia go dla potrzeb Klubu, a nawet udostępnienia mieszkańcom.

 prezes klubu stwierdził, iż potrzebuje przynajmniej 80 000 zł na prowadzenie drużyny piłkarskiej na odpowiednim poziomie. W międzyczasie sprawa zrobiła się głośna i trafiła pod obrady stałych komisji rady gminy. Dwie z nich stwierdziły, iż rzeczywiście należy przeznaczyć więcej pieniędzy na "Pogoń". Komisja spraw społecznych opowiedziała się za podniesieniem funduszy do 72 000, a komisja rewizyjna – do 70 000. Rada gminy zatwierdziła jednak w budżecie pierwotne 52 000 zł, co doprowadziło do rozpoczęcia przez niezadowolonych miejscowych przedsiębiorców procedury referendalnej.
Stosunkowo szybko udało się im zebrać wymaganą ilość podpisów pod zgłoszeniem inicjatywy przeprowadzenia referendum. Jego datę wyznaczono na 20 czerwca 2004 r. Tuż przed nim ściany kilkudziesięciu budynków w mieście pokryły plakaty wzywające do głosowania za odwołaniem burmistrza z pełnionej przez niego funkcji. Ku zdziwieniu i oburzeniu wielu, Arkadiusz Piotrowski wezwał swoich zwolenników nie do pójścia na referendum i zagłosowania przeciwko pozbawieniu go stanowiska, ale do pozostania w domach. Pojawiły się głosy, iż burmistrz doskonale wie, iż jest niepopularny w mieście (w przeciwieństwie do okolicznych wiosek) i w tej sytuacji uratować go może tylko niska frekwencja.
Referendum gminne w sprawie odwołania burmistrza Skwierzyny, Arkadiusza Piotrowskiego przeprowadzono w 10 obwodach głosowania. Liczba uprawnionych do głosowania wynosiła 9926 osób. Jednakże zagłosowało tylko 1444. Oddano tylko 32 głosy nieważne. Pośród tych, którzy stawili się u urn, sporą przewagę posiadała opcja nieprzychylna urzędującemu burmistrzowi. Za jego odwołaniem zagłosowało 1292 osoby, natomiast przeciwko temu wypowiedziało się tylko 120 głosujących. Pomimo wyrażenia dezaprobaty wobec działań burmistrza przez zdecydowaną większość głosujących, pozostał on na swoim stanowisku. Frekwencja wyborcza wyniosła tylko ok. 14,5%, podczas gdy zgodnie z ustawą, wymagane jest, aby swe głosy oddało min. 30% uprawionych do głosowania.
W listopadzie 2005 roku ukończono realizację zadania inwestycyjnego "Komunalna oczyszczalnia ścieków dla miasta Skwierzyny wraz z systemem kanalizacji". Oczyszczalnia została oficjalnie zaprezentowana 27 kwietnia 2006 roku w ramach Tygodnia Ekologicznego zorganizowanego przez gminę.
W listopadzie 2006 roku, w wyborach na burmistrza Skwierzyny ponownie zwyciężył Arkadiusz Piotrowski. W drugiej turze stanął przeciwko niemu mieszkaniec Gorzowa Wielkopolskiego, Jacek Jeremicz. Stary – nowy burmistrz dostał 2779 głosów, natomiast pretendent do tej funkcji – 2539. Powtórzyła się sytuacja z poprzednich wyborów, kiedy to zwycięzca zawdzięczał swój triumf głosom mieszkańców okolicznych wiosek, ponieważ w mieście poniósł porażkę.
We wrześniu 2009 roku w Skwierzynie odbyło się XIII Ogólnopolskie Spotkanie Młodzieży Wincentyńskiej, pod hasłem "Ku wolności oswobodził nas Chrystus". Impreza zgromadziła młodzież ze wszystkich parafii Księży Misjonarzy św Wincentego a Paulo. Zjazd uświetniły koncerty zespołów takich jak: 20 metrów od lasu, Hołd, Kanaan daab Band, Rezonans i Maleo Reggae Rockers. Najliczniej przybyłą wspólnotą biorąca udział w imprezie była Młodzież Misjonarska której członkowie pochodzą z Bydgoszczy, Krakowa i Skwierzyny.

## Burmistrzowie Skwierzyny
| Imię i nazwisko      | Okres urzędowania                |
| -------------------- | -------------------------------- |
| (?) Brase            | 1835–1844                        |
| (?) Clausius         | 1844–1855                        |
| (?) Waetzmann        | 1855–1867                        |
| Hugo Muller          | 1868–1898                        |
| Hugo Scholz          | 1899–1911                        |
| Erich Rogge          | 1911–1922                        |
| Ernat Wolff          | 1923–1931                        |
| Julius Malig         | 1931–1933                        |
| (?) Reinsberg        | 1933–1934                        |
| Heinrich Bornmann    | 1935–1945                        |
| Stanisław Runge      | luty – maj 1945                  |
| Józef Skrzypczak     | maj – wrzesień 1945              |
| Władysław Śliwa      | wrzesień – listopad 1945         |
| Michał Kulpa         | grudzień 1945 – listopad 1946    |
| Henryk Fujdak        | luty – czerwiec 1947             |
| Wincenty Okupny      | wrzesień 1947 – luty 1951        |
| Ryszard Szczepaniak  | czerwiec 1990 – czerwiec 1994    |
| Arkadiusz Piotrowski | czerwiec 1994 – październik 2010 |
| Tomasz Watros        | październik 2010 – listopad 2014 |
| Lesław Hołownia      | od listopada 2014                |